# Artocella brevipalpis
Artocella brevipalpis är en stekelart som beskrevs av Van Achterberg 1980. Artocella brevipalpis ingår i släktet Artocella och familjen bracksteklar. Inga underarter finns listade.